# فيرجينيا جيوفري ضد الأمير أندرو
فرجينيا جيوفري ضد الأمير أندرو كانت دعوى قضائية رفعت في محكمة فيدرالية أمريكية حيث رفعت فرجينيا جوفري دعوى قضائية ضد الأمير أندرو، دوق يورك، الابن الثاني للملكة إليزابيث الثانية، بتهمة الاعتداء الجنسي. زعمت دعوى جيوفري، المرفوعة بموجب قانون ضحايا الأطفال في نيويورك، أنها أُجبرت على ممارسة الجنس عدة مرات مع أندرو في أوائل العقد الأول من القرن الحادي والعشرين في سن 17 عامًا، بعد أن تم الاتجار بها جنسيًا من قبل الممول الأمريكي والمجرم الجنسي المدان جيفري إبستين. نفى أندرو ادعاءات جيوفري. تم رفع الدعوى في أغسطس 2021 في المحكمة الجزئية الأمريكية للمنطقة الجنوبية من نيويورك، وتم تكليف قاضي المنطقة الأمريكية الكبير لويس أ. كابلان.
توصل جيوفري وأندرو إلى تسوية خارج المحكمة في فبراير/شباط 2022، وتم رفض القضية بموجب اتفاق الطرفين في مارس/آذار 2022 دون اللجوء إلى المحاكمة.

## القضية

### الإيداع والخدمة
في أغسطس 2021، رفعت جيوفري دعوى قضائية ضد أندرو في المحكمة الجزئية الأمريكية للمنطقة الجنوبية من نيويورك، متهمة إياه بـ«الاعتداء الجنسي والتسبب المتعمد في ضائقة عاطفية». زعم محامو جيوفري أن أندرو تسبب لها في «ضائقة عاطفية» كانت «شديدة ودائمة». تسعى الدعوى إلى الحصول على تعويضات غير محددة، وقد تم رفعها بموجب قانون ضحايا الأطفال في نيويورك، والذي قدم فرصة جديدة للضحايا والمدعين لمتابعة المطالبات في القضايا التي إما انقضت مدتها أو سقطت بقانون التقادم.
ذكر بيان خطي قدمه محامو جيوفري إلى المحكمة الأمريكية أن المستندات الخاصة بدعوى جيوفري قد تُركت في مكتب شرطة العاصمة في منزل أندرو في رويال لودج، وندسور، في 27 أغسطس 2021. نفى الفريق القانوني لأندرو تقديم المستندات بشكل قانوني. وافقت المحكمة العليا في إنجلترا وويلز على التصرف، إذا لزم الأمر، لتقديم مستندات المحكمة إلى أندرو. تسمح اتفاقية لاهاي للخدمات، وهي معاهدة تحكم الطلبات بين البلدان للحصول على أدلة في المسائل المدنية أو التجارية، للفريق القانوني لجيوفري بمطالبة المحكمة العليا بإخطار الأمير رسميًا بشأن دعواها المدنية.
حكم لويس أ. كابلان، وهو قاضي فيدرالي في نيويورك، بأنه يجوز تسليم الوثائق القانونية المتعلقة بقضية الاعتداء الجنسي التي رفعها جيوفري إلى الأمير أندرو من خلال محاميه المقيمين في لوس أنجلوس. جاء الحكم بعد أن اتهم محامو جيوفري أندرو بمحاولة التهرب بنشاط من تسليم الوثائق القانونية. في 21 سبتمبر 2021، ذكر محامو جيوفري في ملف أن الأوراق قد تم تسليمها إلى محامي أندرو أندرو بريتلر في لوس أنجلوس واستلمها عبر البريد الإلكتروني وفيديكس في اليوم السابق، مما أعطى الدوق وقتًا إضافيًا لتقديم رد إلى محكمة نيويورك بحلول 29 أكتوبر 2021 أو مواجهة حكم غيابي. في أواخر سبتمبر 2021، ورد أن إحدى رواد الملاهي الليلية – والتي ادعت أنها رأت الدوق مع جيوفري في ملهى ترامب الليلي في وسط لندن  – قدمت بيانًا مكتوبًا لمكتب التحقيقات الفيدرالي وستشهد ضده، على الرغم من أنها ذكرت أنها تستطيع «تذكر العام» ولكن ليس «التاريخ الدقيق». أيضًا في سبتمبر 2021، ورد أن الملكة ستستخدم دخلها من ملكية دوقية لانكستر الخاصة لدفع تكاليف قضية دفاع ابنها،  ومع ذلك، ورد في الأشهر التالية أنها لن تفعل ذلك وأن الدوق يخطط لاستخدام الأموال من بيع شاليهه السويسري. في 10 أكتوبر 2021، أعلنت شرطة العاصمة أنها أكملت مراجعتها للوثائق المتعلقة بالادعاءات، وبعد استجواب جيوفري، قررت إسقاط تحقيقها. على الرغم من ذلك، لا يزال بإمكان السلطات الأمريكية مقاضاة أندرو وقد يظل مسؤولاً عن التسليم.

### محاولات رفض الدعوى
في 29 أكتوبر 2021، قدم محامو أندرو ردًا، مشيرين إلى أن موكلهم «ينفي بشكل لا لبس فيه مزاعم جيوفري الكاذبة». واتهموا جيوفري بالاستفادة من مزاعمها «على حساب [أندرو] وعلى حساب أقرب الناس إليه»، وطلبوا من قاضي أمريكي رفض الدعوى وفقًا لتسوية مختومة تم التوصل إليها بين إبستين وجيوفري في عام 2009 والتي يمكن أن تُعفي إبستين وأندرو والعديد من الأشخاص الآخرين «من أي مسؤولية». في أكتوبر 2021، تقدم المحامون الذين يمثلون أندرو بطلب إلى قاضي نيويورك لإبقاء الترتيب القانوني لعام 2009 بين جيوفري وإبشتاين مختومًا. في ديسمبر 2021، قالت قاضية المقاطعة الأمريكية لوريتا بريسكا إنه ما لم تعترض تركة إبستين بشكل صحيح، فيجب نشر الوثيقة.
في أواخر ديسمبر 2021، حاول محامي أندرو رفض القضية، بحجة أن جيوفري كانت مقيمة في أستراليا وليس الولايات المتحدة. أصر محامو جيوفري على أنها تعيش في كولورادو، حيث تعيش والدتها أيضًا، وأشاروا إلى أنها مسجلة للتصويت هناك. في ملف للمحكمة، اتهم محامو جيوفري محامي الأمير أندرو بمحاولة إيقاف دعواها القضائية في «محاولة شفافة لتأخير الكشف عن وثائقه وشهادته». رفض القاضي كابلان الادعاء بأن جيوفري لم تعد تعيش في الولايات المتحدة. لاحظ القاضي كابلان أن محامي أندرو طلبوا عددًا كبيرًا من الوثائق من فريق جيوفري بما في ذلك الأدلة التي تثبت مكان إقامتها. في نفس الشهر، قدم محامو أندرو طلبًا آخر لرفض القضية، بحجة أن جيوفري كانت في سن الرشد في ذلك الوقت—وهو 17 عامًا في نيويورك—ووصفوا روايتها بشأن الموافقة بأنها «ذاتية للغاية». في 29 ديسمبر 2021، مكّن إدانة غيسلين ماكسويل محاميي جيوفري من التأكيد، في قضيتها ضد الأمير أندرو، على أنه لا يوجد شك معقول في أن ماكسويل ساعدت في إساءة معاملة إبستين.
نُشرت تسوية عام 2009 بين جيوفري وإبستاين في 3 يناير 2022، وتُظهر أن جيوفري تلقت 500 ألف دولار (371 ألف جنيه إسترليني) في دعواها القضائية ضد إبستاين؛ تنص التسوية على أنه عند استلام المبلغ، وافقت جيوفري على
المصطلح القانوني في تسوية عام 2009 هو «مع التحيز».
زعم الفريق القانوني لجيوفري أن شروط التسوية غير ذات صلة بقضيتها ضد أندرو. في 4 يناير 2022، جادل محامو كلا الجانبين في المحكمة حول ما إذا كان ينبغي المضي قدمًا في القضية. خلال الجلسة، قال القاضي كابلان «إن استخدام كلمة» محتمل «هو استخدام لكلمة لا يمكنني ولا يمكنك إيجاد أي معنى لها على الإطلاق»، مضيفًا أن إبستين وحده كان قادرًا على شرح وجهة نظره بشأن معنى «المدعى عليهم المحتملين» المذكورين في تسويته مع جيوفري. في 12 يناير، رفض القاضي كابلان محاولات أندرو رفض القضية، مما سمح باستمرار دعوى الاعتداء الجنسي.

### مرحلة الاكتشاف
كان من المتوقع أن يأخذ كل جانب ما بين 8 و 12 إفادة خلال مرحلة الاكتشاف. كان القاضي كابلان قد أعلن سابقًا أنه يجب تقديم الإفادات – شهادة خارج المحكمة – للقضية بحلول 14 يوليو 2022. كان من المتوقع أن يدلي كل من أندرو وجيوفري بتصريحات ويواجهان استجوابًا متبادلًا تحت القسم. [4] كان من المقرر أن يقدم الدوق أدلة تحت القسم في إفادة مدتها يومان أجراها محاميا جيوفري، ديفيد بويز وسيجريد ماكاولي، بدءًا من 10 مارس 2022 في لندن. كان من الممكن أن يُطلب من أفراد آخرين من العائلة المالكة وحماية الشرطة تقديم أدلة قانونية. طلب محامو جيوفري من أندرو تقديم أدلة طبية على أنه لا يستطيع التعرق ورحلته إلى بيتزا إكسبريس في ووكينج، بعد تصريحاته بهذا الشأن في مقابلته مع نيوزنايت عام 2019. ورد أن محاميها ادعوا ما يصل إلى ستة شهود ربطوا أندرو بجيوفري. [9] أكد ديفيد بويز، محامي جيوفري، أن هناك فرصة جيدة لإحالة القضية إلى المحاكمة.
في 14 يناير، طلب محامي جيوفري ديفيد بويز مقابلة شخصين في المملكة المتحدة، وقدم التماسًا يطلب من القاضي لويس كابلان طلب المساعدة من السلطات البريطانية. اقترح بويز بالفعل أنه قد يستجوب سارة دوقة يورك وابنتيهما الأميرات بياتريس ويوجيني. سعى للحصول على شهادة شهود من مساعد الدوق السابق روبرت أولني وشكري ووكر التي ادعت أنها رأت الدوق مع جيوفري في ملهى ترامب الليلي في وسط لندن. في 15 يناير، ذكرت سكاي نيوز أن محامي أندرو أرادوا مقابلة زوج جيوفري وطبيبتها النفسية الدكتورة جوديث لايتفوت بعد أن قال أندرو إنها «قد تعاني من ذكريات كاذبة». اتهم الأكاديميون القانونيون الأمير أندرو بـ«إلقاء اللوم على الضحية» و«التلاعب» بعد أن طلب محاموه سجلات الصحة العقلية لفيرجينيا جيوفري.
في 26 يناير، قدم محامو الأمير أندرو ردًا مطولًا على الادعاءات، حيث حددوا 12 دفاعًا وطالبوا بمحاكمة بواسطة هيئة محلفين. في 1 فبراير، طلب القاضي كابلان المساعدة من السلطات البريطانية والأسترالية للحصول على إفادات شهود من المقيمين في بلدانهم. في وقت لاحق من ذلك الشهر، طلب محامو أندرو الوصول إلى الصورة الأصلية من مارس 2001، والتي أظهرت أندرو وجيفري معًا وذراعه حول خصرها. وقيل إن الصورة لم تعد في حوزة جيوفري وفي مرحلة ما ورد أنها أعطت الأصل لمكتب التحقيقات الفيدرالي في عام 2011.

### التسوية
في 15 فبراير 2022، أُعلن في بيان مشترك أن الطرفين توصلا إلى تسوية خارج المحكمة، والتي تتضمن قيام الدوق بالتبرع بمبلغ كبير لجمعية جيوفري الخيرية. قال محامي جيوفري، ديفيد بويز، إن التسوية «لا تعزله بأي حال من الأحوال عن أي مسؤولية جنائية قد توجد بخلاف ذلك»، وأن جيوفري لم يوقع على اتفاقية عدم إفصاح. اقترح عدد من التقارير أنه يجب أن تكون هناك اتفاقية عدم إفشاء، على الرغم من أنه لا يمكن أن تكون سارية إلا بعد اليوبيل البلاتيني للملكة. أفادت لاحقًا أن الطرفين قد وقعا اتفاقية للبقاء صامتين بشأن القضية والصفقة المالية خلال اليوبيل البلاتيني للملكة، لكن بند الإسكات ينتهي في فبراير 2023، مما يعني أن جيوفري قد يبدأ في الحديث عن الإساءة المزعومة. الشروط المحددة للاتفاقية غير معروفة.
على الرغم من أن مبلغ المال الذي من المقرر أن يقدمه الدوق إلى جيوفري لم يتم الكشف عنه رسميًا، فقد قدرت صحيفة ديلي تلغراف أنه قد يصل إلى 12 مليون جنيه إسترليني (16.3 مليون دولار)، حيث تموله الملكة جزئيًا من خلال التبرع بمبلغ 2 مليون جنيه إسترليني لجمعية جيوفري الخيرية لمكافحة الاتجار بالجنس. ورد أنأمير ويلز – الملك تشارلز الثالث الآن – وافق على إقراض الجزء الأكبر من المال إلى أندرو، والذي كان مطلوبًا منه سداده بعد بيع شاليهه السويسري. سيؤدي الفشل في سداد القرض إلى خصم من حصته في الميراث من الملكة. في 8 مارس 2022، ذكرت بي بي سي أن التسوية قد تم دفعها ولكن المبلغ ظل غير معلن وما زال من غير الواضح كيف دفعه أندرو. وقد لوحظ في بند الفصل أن كل طرف «سيتحمل تكاليفه ورسومه الخاصة». في أغسطس 2022، ذكرت صحيفة ذا صن أن رقم التسوية بلغ حوالي 3 ملايين جنيه إسترليني، وهو أقل بكثير من القيم المبلغ عنها في البداية.
قال جراهام سميث، من مجموعة الجمهورية المناهضة للملكية، «إن دافعي الضرائب يستحقون معرفة من أين تأتي الأموال اللازمة للتسوية». أعلن النائب العمالي أندي مكدونالد عن خطط لإثارة قضية كيفية تمويل التسوية في البرلمان، وطلب الاطمئنان إلى أن الأموال العامة لن تُستخدم لدفع التسوية. في مقابلة مع بي بي سي، رفض بوريس جونسون أن يقول ما إذا كانت الأموال العامة ستُستخدم لدفع التسوية وتجعل الاتفاقيات البرلمانية من الصعب على البرلمان مناقشة الملكية. ردًا على طلب حرية المعلومات، ذكرت وزارة الخزانة أنه «لم يتم استخدام أي أموال عامة لدفع الرسوم القانونية أو رسوم التسوية».